# Bayburt
Bayburt è una città della Turchia, capoluogo della provincia omonima.